# Chidham
Chidham – wieś w Anglii, w West Sussex. Leży 7,4 km od miasta Chichester i 94,2 km od Londynu. W 1961 roku civil parish liczyła 936 mieszkańców.